# Liste der Baudenkmäler in Regensburg-Bahnhofsviertel
Auf dieser Seite sind die Baudenkmäler in der Oberpfälzer Bezirkshauptstadt Regensburg zusammengestellt. Diese Tabelle ist eine Teilliste der Liste der Baudenkmäler in Bayern. Grundlage ist die Bayerische Denkmalliste, die auf Basis des Bayerischen Denkmalschutzgesetzes vom 1. Oktober 1973 erstmals erstellt wurde und seither durch das Bayerische Landesamt für Denkmalpflege geführt wird. Die folgenden Angaben ersetzen nicht die rechtsverbindliche Auskunft der Denkmalschutzbehörde.

## Baudenkmäler
| Lage                                                           | Objekt | Beschreibung | Akten-Nr.       | Bild                                                                    |
| -------------------------------------------------------------- | --- | --- | --------------- | ----------------------------------------------------------------------- |
| Albertstraße 1 (Standort)                                      | Ehemaliges Kaffeehaus Prinzengarten und ehemalige fürstliche Lingerie                                               | 1911 eingerichtet, dreigeschossiger und traufständiger Satteldachbau mit Putzverzierungen, nach Westen ein- und zweigeschossige Anbauten mit geschweiftem neubarockem Zwerchgiebel, im Kern 18. Jahrhundert, Anbauten 1870 und 1894 | D-3-62-000-20   | Ehemaliges Kaffeehaus Prinzengarten und ehemalige fürstliche Lingerie   |
| Albertstraße 5 (Standort)                                      | Wohnhaus | Dreigeschossiger Mansardwalmdachbau mit Eckturm und Risalit, Fassaden mit Putzgliederungen, Neurenaissance, 1894 von Theodor Sonntag | D-3-62-000-21   | Wohnhaus                                                                |
| Albertstraße 9 (Standort)                                      | Villa | Zweigeschossiger und gestelzter Mansardwalmdachbau mit Mittelrisaliten und Horizontalgliederungen, neuklassizistisch, 1874 von Johann Theodor Madler | D-3-62-000-22   | Villa                                                                   |
| Bahnhofstraße 7 (Standort)                                     | Ehemaliges Verwaltungsgebäude der Bundesbahndirektion                                                               | Viergeschossiger langgestreckter Walmdachbau mit rückwärtigen Flügeln, Gesimsgliederungen über gebändertem Erdgeschoss, mittlerer Kernbau 1876 mit Erweiterung und Fassade von 1890, Ost- und Westflügel in den 1920er Jahren und rückwärtige Flügel in den 1930er Jahren ergänzt; Westflügel nach Kriegsschäden 1979 in den Obergeschossen wiederhergestellt                 | D-3-62-000-204  | Ehemaliges Verwaltungsgebäude der Bundesbahndirektion                   |
| Bahnhofstraße 15 (Standort)                                    | Mietshaus | Dreigeschossiger und gestelzter Mansardwalmdachbau mit Doppelschweifgiebel, Erkern und Jugendstil-Putzgliederung, 1911 von Karl Frank | D-3-62-000-205  | Mietshaus                                                               |
| Bahnhofstraße 17 (Standort)                                    | Mietshaus | Viergeschossiger Mansardwalmdachbau mit geschweiftem Zwerchgiebel, Eckerker und Jugendstil-Putzgliederung, „1911“ (bezeichnet) von Carl Winkler | D-3-62-000-206  | Mietshaus                                                               |
| Bahnhofstraße 18 (Standort)                                    | Hauptbahnhof | Dreigeschossiges Empfangsgebäude mit Walmdach, Kniestock und Eingang mit Rundbogen-Arkaden, durch zweigeschossige Flügel verbunden mit dreigeschossigen Eckpavillons mit Walmdächern, Fassadengliederungen Neurenaissance, 1891 von Johann Forster, unter Einbeziehung von Teilen des Vorgängerbaus von 1859, nach Kriegsbeschädigung teilweise vereinfacht wiederhergestellt | D-3-62-000-207  | weitere Bilder                                                          |
| D.-Martin-Luther-Straße 15 (Standort)                          | Villa | Zweigeschossiger Mansardwalmdachbau mit Risaliten und Erker, Sichtziegel mit Putzgliederungen, Neurenaissance, 1895 von Julius Pöverlein | D-3-62-000-303  | Villa                                                                   |
| D.-Martin-Luther-Straße 17 (Standort)                          | Villa | Zweigeschossiger Satteldachbau in Ecklage mit rundem Eckturm und Risaliten mit Fachwerkimitation, Schweizer Landhausstil, 1895 von Anton Mayer | D-3-62-000-304  | Villa                                                                   |
| D.-Martin-Luther-Straße 24 (Standort)                          | Ehemalige Friedhofskirche St. Peter des katholischen Friedhofs der Unteren Stadt, jetzt bulgarisch-orthodoxe Kirche | Saalbau mit eingezogenem Chor und Westturm, klassizistisch, 1804, mit Ausstattung Grabmäler des ehemaligen Petersfriedhofs, 19. Jahrhundert Denkmal für den Musikwissenschaftler Karl Proske, Pfeiler mit Inschrift, Figuren und fialenbekrönung, neugotisch, Sandstein, 1861                                                                                                 | D-3-62-000-305  | weitere Bilder                                                          |
| Fürst-Anselm-Allee (Standort)                                  | Fürst-Anselm-Allee                                                                                                  | Allee im englischen Stil mit zahlreichen Denkmälern, 1779–81 von Fürst Carl Anselm von Thurn und Taxis anstelle der nachmittelalterlichen Bastionen als mittlerer Teil des Grüngürtels um die Mauern der Altstadt angelegt; siehe Prebrunnallee und Ostenallee (teilweise im Gebiet Westenviertel)                                                                            | D-3-62-000-451  | Fürst-Anselm-Allee                                                      |
| Fürst-Anselm-Allee (Standort)                                  | Obelisk für Karl Anselm von Thurn und Taxis                                                                         | Auf Inschriftsockel. Kalkstein, klassizistisch, 1806 von Emanuel d`Herigoyen | D-3-62-000-455  | Obelisk für Karl Anselm von Thurn und Taxis                             |
| Fürst-Anselm-Allee (Standort)                                  | Denkmal für Johannes Kepler                                                                                         | Dorischer Monopteros mit Kegeldach, Büste, Marmorrelief (Kopien, Originale im Historischen Museum) und astronomischen Symbolen, 1806/1808 von Emanuel d`Herigoyen, Büste von Friedrich Döll, Marmorrelief von Johann Heinrich von Dannecker, bis 1859 weiter westlich stehend                                                                                                 | D-3-62-000-457  | weitere Bilder                                                          |
| Fürst-Anselm-Allee (Standort)                                  | Sogenannter Milchpilz                                                                                               | Ehemalige Milchbar, Holz-Fertigbau in Form eines Fliegenpilzes, mit gepunkteter Kunststoff-Dachbespannung, Serientyp-Nr. 38, Firma Hermann Waldner KG (Wangen im Allgäu), 1954 | D-3-62-000-1587 | Sogenannter Milchpilz                                                   |
| Fürst-Anselm-Allee (südwestlich des Emmeramer Tors) (Standort) | Sphinx-Denkmal für Heinrich Carl Freiherrn von Gleichen                                                             | Inschriftsockel mit liegender Sphinx, Kalkstein, klassizistisch, 1807 wohl nach Plänen von Emanuel Joseph von Herigoyen | D-3-62-000-454  | Sphinx-Denkmal für Heinrich Carl Freiherrn von Gleichen                 |
| Helenenstraße 4 (Standort)                                     | Katholische Hauskapelle Herz-Jesu des Instituts der Englischen Fräulein                                             | Doppelgeschossige Anlage, im Obergeschoss Hallenkirche mit abgewalmtem Satteldach, eingezogenem Chor mit Dachreiter und Fußwalmdach, Putzgliederungen neubarock, im Untergeschoss Aula und Theatersaal, neuklassizistisch, 1926 von Heinrich Hauberrisser; mit Ausstattung | D-3-62-000-558  | Katholische Hauskapelle Herz-Jesu des Instituts der Englischen Fräulein |
| Hemauerstraße 12 (Standort)                                    | Wohnhaus | Dreigeschossiger Mansardwalmdachbau mit Mittelrisalit und Putzgliederungen, neubarock, 1896 von Georg Eckmann | D-3-62-000-560  | Wohnhaus                                                                |
| Hemauerstraße 14 (Standort)                                    | Wohnhaus | Dreigeschossiger Mansardwalmdachbau mit übergiebeltem Mittelrisalit, Fassade Sichtziegel mit Putz- und Werksteingliederungen, Neurenaissance, 1894 von Alois Janker | D-3-62-000-561  | Wohnhaus                                                                |
| Hemauerstraße 16 (Standort)                                    | Wohnhaus | Dreigeschossiger und traufständiger Satteldachbau mit Balkonen, seitlichem Torbau mit geschnitzter Haustür und Fassade mit Stuckgliederungen, neubarock, 1890 von Norbert Veil für sich selbst | D-3-62-000-562  | Wohnhaus                                                                |
| Hemauerstraße 18 (Standort)                                    | Wohnhaus | Dreigeschossiger Mansardwalmdachbau mit vorgesetzter Fassade, Risaliten und Balkon, Sichtziegel mit Putzgliederungen, Neurenaissance, 1897 von Norbert Veil | D-3-62-000-563  | Wohnhaus                                                                |
| Kumpfmühler Straße 1 (Standort)                                | Villa des Verlegers Friedrich Pustet                                                                                | Zweigeschossiger und traufständiger Satteldachbau mit Erker, Treppenhausrisalit und Putzgliederungen, spätklassizistisch, 1888 durch Umbau aus einem 1830 errichteten Gebäude hervorgegangen | D-3-62-000-685  | Villa des Verlegers Friedrich Pustet                                    |
| Kumpfmühler Straße 3 (Standort)                                | Sogenannte Pustet-Villa                                                                                             | Zweigeschossiger und gestufter Mansardwalmdachbau mit Kniestock, Altanen, Veranda und Putzgliederungen, neubarock, 1895 von Hans Gerner Garteneinfriedung, rustizierte Pfeiler mit Aufsätzen und Eisenzaun, bauzeitlich | D-3-62-000-688  | Sogenannte Pustet-Villa                                                 |
| Landshuter Straße 4 (Standort)                                 | Ehemaliges Finanzamt                                                                                                | Zwei dreigeschossige Walmdachbauten mit Risaliten, Zwerchhäusern, Zwerchgiebeln und Portalen, Neurenaissance, 1913, 1962 durch einen Trakt verbunden | D-3-62-000-694  | Ehemaliges Finanzamt                                                    |
| Landshuter Straße 7 (Standort)                                 | Wohnhaus | Dreigeschossiger Walmdachbau mit Risaliten und Erker, Fassadengliederung Neurenaissance, 1885 von Theodor Sonntag | D-3-62-000-695  | Wohnhaus                                                                |
| Landshuter Straße 9 (Standort)                                 | Wohnhaus | Dreigeschossiger Walmdachbau mit erhöhtem und übergiebeltem Mittelrisalit und Treppenhausanbau, Sichtziegel mit Putzgliederungen, Neurenaissance, 1885 von Christian Zinstag | D-3-62-000-696  | Wohnhaus                                                                |
| Landshuter Straße 11 (Standort)                                | Wohnhaus | Dreigeschossiger Walmdachbau mit erhöhtem, übergiebeltem Mittelrisalit und Treppenhausanbau, Putzgliederungen Neurenaissance, 1884 von Christian Zinstag | D-3-62-000-697  | Wohnhaus                                                                |
| Landshuter Straße 12 (Standort)                                | Wohnhaus | Zweigeschossiger und traufständiger Satteldachbau mit Mittelrisalit und Zwerchhaus, spätklassizistisch, 1865 | D-3-62-000-698  | Wohnhaus                                                                |
| Landshuter Straße 14, 14 a, 14 b (Standort)                    | Wohnblock | Dreigeschossiger Mansardwalmdachbau mit Mittelrisalit und Eckerkertürmen mit Zwiebelhauben, Fassadengliederungen Neurenaissance, 1893–95 von Franz Gerner und Alois Janker | D-3-62-000-699  | Wohnblock                                                               |
| Luitpoldstraße 4 a (Standort)                                  | Wohnhaus | Dreigeschossiger Walmdachbau mit übergiebelten Risaliten und Eckerkern und hofseitigen Flügeln mit Treppenturm, Loggien und Stufengiebeln, Neurenaissance mit Jugendstilelementen, 1901 von Norbert Veil | D-3-62-000-747  | Wohnhaus                                                                |
| Luitpoldstraße 6, 6 a (Standort)                               | Doppelhaus | Dreigeschossiger Walmdachbau mit Erkern, Schweifgiebeln und Stuckgliederungen, neubarock, 1902 von Koch und Hauberrisser GmbH | D-3-62-000-748  | Doppelhaus                                                              |
| Luitpoldstraße 7 (Standort)                                    | Wohnhaus | Dreigeschossiger und traufständiger Mansarddachbau mit Halbwalm, übergiebeltem Risalit, Zwerchgiebel, Altanenvorbau und Putzgliederungen, neubarock, 1901 von Anton Mayer | D-3-62-000-749  | Wohnhaus                                                                |
| Luitpoldstraße 8, 8 a (Standort)                               | Doppelhaus | Dreigeschossiger Mansarddachbau mit Halbwalm, Erker, Erkertürmchen und Putzgliederungen, Jugendstil, 1903 von Johann Hifinger | D-3-62-000-750  | Doppelhaus                                                              |
| Luitpoldstraße 9 (Standort)                                    | Wohnhaus | Dreigeschossiger Mansardwalmdachbau, Zwerchgiebel, Eckerker, Eckturm mit Haubendach und Putzgliederungen, 1902/03 von Johann Hifinger Einfriedung, Schmiedeeisen | D-3-62-000-751  | Wohnhaus                                                                |
| Luitpoldstraße 11, 11 a (Standort)                             | Doppelhaus | Dreigeschossiger Mansardwalmdachbau mit Erkern, Schweifgiebel und Putzgliederungen, Jugendstilmotive, 1902 von Johann Hifinger, Fassade zur Roritzerstraße 1947 | D-3-62-000-752  | Doppelhaus                                                              |
| Luitpoldstraße 12 (Standort)                                   | Wohnhaus | Dreigeschossiger Walmdachbau in Ecklage mit übergiebeltem Risalit, Erker, Zwerchhaus, Eckturm mit Haubendach und Putzgliederungen, Neurenaissancebau, 1902, Fassade zur Roritzerstraße 1947 nach Kriegszerstörung | D-3-62-000-753  | Wohnhaus                                                                |
| Luitpoldstraße 15 b (Standort)                                 | Mietshaus | Asymmetrisch gruppierter dreigeschossiger Walmdachbau in Ecklage, mit geschweiften Steilgiebeln, Erkern und Balkonen, Fassadengliederungen mit Jugendstil-Anklängen, 1908 von Gebr. Wildanger | D-3-62-000-754  | Mietshaus                                                               |
| Margaretenstraße 7 (Standort)                                  | Villa | Dreigeschossiger Walmdachbau mit Mezzaningeschoss, um 1850/60 aus der Erweiterung eines Gartenhauses hervorgegangen, 1935 Fassade vereinfacht und Anbauten aufgestockt | D-3-62-000-769  | Villa                                                                   |
| Margaretenstraße 8 (Standort)                                  | Villa | Zweigeschossiger und giebelständiger Satteldachbau mit übergiebeltem Mittelrisalit, Altane und ornamentiertem Giebelfeld, klassizistisch, im Kern 1844, 1860 umgebaut und erweitert von Joseph Bernlocher | D-3-62-000-770  | Villa                                                                   |
| Margaretenstraße 9 (Standort)                                  | Villa | Zweigeschossiger Walmdachbau mit hohem Obergeschoss über gebändertem Erdgeschoss, Ädikulafenstern und Altane auf Säulen, spätklassizistisch, 1876 von Johann Theodor Madler, im Kern älteres Gartenhaus | D-3-62-000-771  | Villa                                                                   |
| Ostenallee (Standort)                                          | Ostenallee | Allee im Englischen Stil mit Denkmälern, 1779–81 von Fürst Carl Anselm von Thurn und Taxis anstelle der nachmittelalterlichen Bastionen als östlicher Teil des Grüngürtels um die Mauern der Altstadt angelegt; siehe Fürst-Anselm-Allee und Prebrunn-Allee | D-3-62-000-1686 | Ostenallee                                                              |
| Ostenallee (am Studentenwiesl) (Standort)                      | Denkmal für Generalleutnant Friedrich Freiherr von Zoller                                                           | Inschriftpodest mit Waffentropaion, Eisenguss auf Steinsockel, klassizistisch, 1821, gegossen im Eisengusswerk Bodenwöhr, Modell von Joseph Hundertpfund nach Entwurf von Ignaz Bergmann | D-3-62-000-461  | Denkmal für Generalleutnant Friedrich Freiherr von Zoller               |
| Ostenallee (an der D.-Martin-Luther-Straße) (Standort)         | Denkmal für Polizeidirektor Franz Xaver Gruber                                                                      | Inschriftsockel mit Stele auf Stufenunterbau, Sandstein, klassizistisch, 1815 | D-3-62-000-460  | weitere Bilder                                                          |
| Roritzerstraße 2 (Standort)                                    | Wohnhaus | Viergeschossiger Mansarddachbau in Ecklage mit Mittelrisalit, Erker, Altanenvorbauten auf Säulen und Zwerchgiebel, Putzgliederungen neuklassizistisch mit Jugendstilelementen, 1911 von Lorenz Mesch | D-3-62-000-981  | Wohnhaus                                                                |
| Roritzerstraße 2 a (Standort)                                  | Wohnhaus | Dreigeschossiger Mansardwalmdachbau mit Eckerkerturm und Mittelrisaliten, Putzgliederungen neubarock, 1897 von Alois Janker; Pendant zu Nr. 4 | D-3-62-000-982  | Wohnhaus                                                                |
| Roritzerstraße 3 (Standort)                                    | Wohnhaus | Dreigeschossiger Mansardwalmdachbau mit Eckrisaliten und Putzgliederungen, Neurenaissance, 1897 von Alois Janker | D-3-62-000-983  | Wohnhaus                                                                |
| Roritzerstraße 4 (Standort)                                    | Wohnhaus | Dreigeschossiger Mansardwalmdachbau mit übergiebeltem Mittelrisalit, Eckerkerturm und Putzgliederungen, Neurenaissance, 1897 von Max Wiedenmann; Pendant zu Nr. 2 a | D-3-62-000-984  | Wohnhaus                                                                |
| Roritzerstraße 8 (Standort)                                    | Wohnhaus | Dreigeschossiger Mansardwalmdachbau mit Risaliten, Eckerker mit Altane und Putzgliederungen, neubarock, 1901 von den Gebr. Wildanger | D-3-62-000-985  | Wohnhaus                                                                |
| Roritzerstraße 10 a, 10 b (Standort)                           | Doppelwohnhaus | Dreigeschossiger Mansardwalmdachbau mit Risaliten, Erkern, Altanen, Zwerchgiebeln und Putzgliederungen, neubarock, 1901 von den Gebr. Wildanger | D-3-62-000-986  | Doppelwohnhaus                                                          |
| Roritzerstraße 12 (Standort)                                   | Wohnhaus | Dreigeschossiger Mansardwalmdachbau mit Schweifgiebeln, Erkern und Eckturm mit Zwiebelhaube, neubarock, 1901 von Johann Hifinger | D-3-62-000-987  | Wohnhaus                                                                |
| St.-Peters-Weg (Standort)                                      | Marktsäule bzw. Urteilssäule, Predigtsäule beim Peterstor                                                           | Vierseitiger Pfeiler mit gefasten Kanten und Reliefs des Jüngsten Gerichts, auf der Spitze Kreuzigungsgruppe (Kopie), Kalkstein, frühes 14. Jahrhundert, um 1420/30 weitgehend erneuert, Restaurierungen 1526 und 1858, auf kreuzförmigem Stufensockel | D-3-62-000-456  | weitere Bilder                                                          |
| Sternbergstraße 2 (Standort)                                   | Wohnhaus | Dreigeschossiger Mansardwalmdachbau mit Seitenrisalit, Schweifgiebel und Erker, Putzgliederung mit Jugendstilornamenten, 1905 von Paul Pirckmayer | D-3-62-000-1173 | Wohnhaus                                                                |
| Sternbergstraße 4 (Standort)                                   | Wohnhaus | Dreigeschossiger Mansardwalmdachbau mit eingezogenem Zwerchhaus, Seitenrisaliten und Portal, Putzgliederungen Jugendstil, 1912 von den Gebr. Wiedenmann | D-3-62-000-1174 | Wohnhaus                                                                |
| Sternbergstraße 8 (Standort)                                   | Wohnhaus | Dreigeschossiger Mansardwalmdachbau in Ecklage, mit Seitenrisaliten mit Schweifgiebeln, Eckerkerturm mit Zwiebelhaube und Laterne und Eingang mit Altane, Putzgliederungen Neurenaissance, 1894/95 von Max Schultze | D-3-62-000-1175 | Wohnhaus                                                                |
| Sternbergstraße 12 (Standort)                                  | Mietshaus | Dreigeschossiger Mansardwalmdachbau in Ecklage, mit Eckerker und übergiebelten Mittelrisaliten, Putzgliederungen Neurenaissance, 1893/94 von H. Kieser (Nürnberg) | D-3-62-000-1537 | Mietshaus                                                               |

## Abgegangene Baudenkmäler
In diesem Abschnitt sind Objekte aufgeführt, die früher einmal in der Denkmalliste eingetragen waren, jetzt aber nicht mehr existieren, z. B. weil sie abgebrochen wurden. Aktennummern in diesem Abschnitt sind ehemalige, jetzt nicht mehr gültige Aktennummern.

| Lage                       | Objekt | Beschreibung                                                                                     | Akten-Nr.     | Bild  |
| -------------------------- | ------ | ------------------------------------------------------------------------------------------------ | ------------- | ----- |
| Albertstraße 10 (Standort) | Villa  | Zweigeschossiger Walmdachbau mit Lisenengliederung, klassizistisch, 1844 von Johann Georg Herbst | D-3-62-000-23 | Villa |